# Forni di Sotto
Forni di Sotto är en ort och kommun i regionen Friuli-Venezia Giulia i Italien och tillhörde tidigare även provinsen Udine som upphörde 2018. Kommunen hade 578 invånare (2018).